# بوينغ سي-137 ستراتولاينر
بوينغ سي-137 ستراتولاينر (بالإنجليزية: Boeing C-137 Stratoliner)‏ هي طائرة نقل لكبار الشخصيات، مستمدة من طائرة الركاب طراز بوينغ 707، أنتجت في الولايات المتحدة. من صناعة بوينغ. تستخدم بشكل أساسي من قبل القوات الجوية للولايات المتحدة. كان أول طيران لها في 31 ديسمبر 1958. ومازالت في الخدمة حتى الآن.